# حياء
الحياء لغةً:
الحشمة، وضدها الوقاحة. وقد حيي منه حياء واستحيا واستحى فهو حَيِيٌّ، وهو الانقباض والانزواء.
والحَيَاء اصطلاحًا:
- هو: (انقباض النَّفس مِن شيءٍ وتركه حذرًا عن اللَّوم فيه).[2]
- وقال ابن حجر: (الحَياء خُلُقٌ يبعث صاحبه على اجتناب القبيح، ويمنع مِن التقصير في حقِّ ذي الحقِّ).[3]
- وقيل هو: (تغيُّر وانكسار يعتري الإنسان مِن خوف ما يُعَاب به ويُذَمُّ، ومحلُّه الوجه.[4]

## أنواع الحياء
والحياء نوعان:
1. نفساني: هو الذي خلقه الله في النفوس كلها كالحياء من كشف العورة، والجماع بين الناس.
2. إيماني: وهو أن يمتنع المؤمن عن فعل المعاصي خوفا من الله تعالى.[5]

قال أبو حاتم: 

وقيل: 
 وقال أحد الحكماء: 
أخرج الترمذي في السنن: عن عبد الله بن مسعود قال: قال رسول الله ﷺ: «استحيوا من الله حق الحياء»، قال: قلنا: يا رسول الله إنا نستحيي والحمد لله، قال: «ليس ذاك ولكن الاستحياء من الله حق الحياء أن تحفظ الرأس وما وعى والبطن وما حوى ولتذكر الموت والبلى، ومن أراد الآخرة ترك زينة الدنيا فمن فعل ذلك فقد استحيا من الله حق الحياء».

## الفرق بين الحياء والخجل
(الخجل: معنىً يظهر في الوجه لغمٍّ يلحق القلب، عند ذهاب حجَّةٍ، أو ظهور على ريبة، وما أشبه ذلك، فهو شيء تتغير به الهيبة.
والحَيَاء: هو الارتداع بقوَّة الحَيَاء، ولهذا يُقَال: فلانٌ يستحي في هذا الحال أن يفعل كذا، ولا يقال: يخجل أن يفعله في هذه الحال؛ لأنَّ هيئته لا تتغيَّر منه قبل أن يفعله، فالخَجَل ممَّا كان والحَيَاء ممَّا يكون.
وقد يُسْتَعمل الحَيَاء موضع الخَجَل توسُّعًا،
وقال الأنباري: أصل الخَجَل في اللُّغة: الكَسَل والتَّواني وقلَّة الحركة في طلب الرِّزق، ثمَّ كثر استعمال العرب له حتى أخرجوه على معنى الانقطاع في الكلام.
وفي الحديث: «إذا جعتنَّ وقعتنَّ، وإذا شبعتنَّ خجلتنَّ»، «وقعتنَّ» أي: ذللتنَّ، و«خجلتن»: كسلتن.
وقال أبو عبيدة: الخَجَل هاهنا الأَشَر، وقيل هو سوء احتمال العناء.
وقد جاء عن العرب الخَجَل بمعنى: الدَّهش.
قال الكُمَيْتُ:
أي لم يبقوا دهشين مبهوتين).

## اشتقاق
الحياء ممدود الاستحياء والاسم حيي.

## تقسيم

### باعتبار الإضافة
وينقسم الحياء إلى ثلاثة أقسام:
1. الحياء من الله: فقد روي في الحديث عن علقمة بن علاثة قال: يارسول الله عظني، فقال رسول الله ﷺ: «استح من الله استحياءك من ذوي الهيبة من قومك».[9]
2. الحياء من الناس: روي عن حذيفة بن اليمان قوله: «لا خير فيمن لا يستحي من الناس.»
3. الحياء من النفس: وهو حياء النفوس الشريفة، فالإنسان المؤمن يستحي من نفسه أن يأتي بالنقص أو بما يخل الشرف أو الكرامة، وهذا أكمل أنواع الحياء لأن من استحى من نفسه كان استحياؤه من غيره أجدر.

### باعتبار الجهة
وهناك من الفلاسفة من يقسم الحياء إلى فطري ومكتسب، فالإنسان يولد بالفطرة يستحي ثم يكبر ويتعلم ويختلط بالناس فيقل أو يزيد حياءه، حيث قال القرطبي: 
 وهذا قول صحيح ومعلوم بالتجربة في مجال التربية فإن المتربي قد يكون في بدايته لا يملك حياءً غريزيًا أو أن عنده حياءً غريزيًا ناقصًا ثم ينشأ في جو ينمي بواعث الحياء في قلبه ويدله على خصال الحياء فإن هذا المتربي سيكتسب الحياء شيئًا فشيئًا ويقوى الحياء في قلبه بالتوجيه والتربية حتى يصبح الحياء خلقًا ملازمًا له، وقد قال بعض الحكماء: 
 وهذا الكلام بديع المعنى بعيد الفقه..حيث أن كثرة مجالسة من لا يستحيا منه لوضاعته أو حقارته أو قلة قدره ومروءته تخلق في النفس نوع التجانس معهم ثم إن قلة قدرهم عنده تجعله لا يستحي منهم فيصنع ما يشاء بحضرة هذه الجماعة فتضعف عنده خصلة الحياء شيئًا فشيئًا فيعتاد أن يصنع ما يشاء أمام الناس جميعًا، أما مجالسة من يستحيا منه لصلاحه وعلو قدره فإنها تحيي في القلب الحياء فيظل الإنسان يراقب أفعاله وأقواله قبل صدورها حياء ممن يجالسه فيكون هذا خلقًا له ملازمًا فتعتاد نفسه إتيان الخصال المحمودة ومجانبة الخصال المذمومة وكراهيتها.

## ذكر الحياء والترغيب به في القرآن
فُسِّر لباس التَّقوى بأنَّه الحَيَاء كما رُوِي عن الحسن، ومعبد الجهني.
قال تعالى (في سورة القصص): ﴿فَجَاءَتْهُ إِحْدَاهُمَا تَمْشِي عَلَى اسْتِحْيَاءٍ قَالَتْ إِنَّ أَبِي يَدْعُوكَ لِيَجْزِيَكَ أَجْرَ مَا سَقَيْتَ لَنَا فَلَمَّا جَاءَهُ وَقَصَّ عَلَيْهِ الْقَصَصَ قَالَ لَا تَخَفْ نَجَوْتَ مِنَ الْقَوْمِ الظَّالِمِينَ ۝٢٥﴾ [القصص:25].
قال مجاهد: (يعْني: واضعةً ثوبها على وجهها ليست بخرَّاجةٍ ولا وَلَّاجةٍ)
وقال الطبري: (فأَتَتْهُ تَمْشِي عَلَى اسْتِحْيَاءٍ)، وهي تسْتَحْيِي منه) 
وقال سبحانه (في سورة الأحزاب): ﴿يَا أَيُّهَا الَّذِينَ آمَنُوا لَا تَدْخُلُوا بُيُوتَ النَّبِيِّ إِلَّا أَنْ يُؤْذَنَ لَكُمْ إِلَى طَعَامٍ غَيْرَ نَاظِرِينَ إِنَاهُ وَلَكِنْ إِذَا دُعِيتُمْ فَادْخُلُوا فَإِذَا طَعِمْتُمْ فَانْتَشِرُوا وَلَا مُسْتَأْنِسِينَ لِحَدِيثٍ إِنَّ ذَلِكُمْ كَانَ يُؤْذِي النَّبِيَّ فَيَسْتَحْيِي مِنْكُمْ وَاللَّهُ لَا يَسْتَحْيِي مِنَ الْحَقِّ وَإِذَا سَأَلْتُمُوهُنَّ مَتَاعًا فَاسْأَلُوهُنَّ مِنْ وَرَاءِ حِجَابٍ ذَلِكُمْ أَطْهَرُ لِقُلُوبِكُمْ وَقُلُوبِهِنَّ وَمَا كَانَ لَكُمْ أَنْ تُؤْذُوا رَسُولَ اللَّهِ وَلَا أَنْ تَنْكِحُوا أَزْوَاجَهُ مِنْ بَعْدِهِ أَبَدًا إِنَّ ذَلِكُمْ كَانَ عِنْدَ اللَّهِ عَظِيمًا ۝٥٣﴾ [الأحزاب:53].
قال ابن كثير: (قيل: المراد أنَّ دخولكم منزله بغير إذنه، كان يشُقُّ عليه ويتأذَّى به، لكن كان يكره أن ينهاهم عن ذلك مِن شدَّة حَيَائه عليه السَّلام، حتى أنزل الله عليه النَّهي عن ذلك).
وقال الشوكاني: (أي:يسْتَحْيِي أن يقول لكم: قوموا، أو اخرجوا).

## الحياء في السنة والحث عليه
| حياء | الإيمان بضع وسبعون -أو بضع وستُّون- شعبة، أعلاها قول: لا إله إلَّا الله. وأدناها: إماطة الأذى عن الطَّريق. والحياء شعبة مِن الإيمان | حياء |

قال الخطابي: (معنى قوله: ((الحَيَاء شعبة مِن الإيمان)) أنَّ الحَيَاء يقطع صاحبه عن المعاصي ويحجزه عنها، فصار بذلك مِن الإيمان).
وقال السفيري: (إنَّما أفرد ﷺ هذه الخصلة مِن خصال الإيمان في هذا الحديث، وخصَّها بالذِّكر دون غيرها مِن باقي شعب الإيمان؛ لأنَّ الحَيَاء كالدَّاعي إلى باقي الشُّعب، فإنَّ صاحب الحَيَاء يخاف فضيحة الدُّنْيا والآخرة فيأتمر وينزجر، فلمَّا كان الحَيَاء كالسَّبب لفعل باقي الشُّعب؛ خُصَّ بالذِّكر ولم يذكر غيره معه)
وقال السعدي: (هذا الحديث مِن جملة النُّصوص الدَّالة على أنَّ الإيمان اسمٌ يشمل عقائد القلب وأعماله، وأعمال الجوارح، وأقوال اللِّسان، فكلُّ ما يقرِّب إلى الله، وما يحبُّه ويرضاه مِن واجبٍ ومستحبٍّ فإنَّه داخلٌ في الإيمان. وذكر هنا أعلاه وأدناه، وما بين ذلك وهو: الحَيَاء. ولعلَّ ذكر الحَيَاء؛ لأنَّه السَّبب الأقوى للقيام بجميع شعب الإيمان. فإنَّ مَن استحيا مِن الله لتواتر نعمه، وسوابغ كرمه، وتجلِّيه عليه بأسمائه الحسنى، -والعبد مع هذا كثير التَّقصير مع هذا الرَّبِّ الجليل الكبير، يظلم نفسه ويجني عليها- أوجب له هذا الحَيَاء التوقِّي مِن الجرائم، والقيام بالواجبات والمستحبَّات)
| حياء | إنَّ ممَّا أدرك النَّاس مِن كلام النُّبوَّة الأولى: إذا لم تستح فاصنع ما شئت )) | حياء |

قال الخطَّابي: (قال الشَّيخ: معنى قوله ((النُّبوَّة الأولى)) أنَّ الحَيَاء لم يزل أمره ثابتًا، واستعماله واجبًا منذ زمان النُّبوَّة الأولى، وأنه ما مِن نبيٍّ إلَّا وقد نَدَب إلى الحَيَاء وبُعِث عليه، وأنَّه لم ينسخ فيما نسخ مِن شرائعهم، ولم يُبَدَّل فيما بُدِّل منها).
قال ابن القيم: (خُلق الحَيَاء مِن أفضل الأخلاق وأجلِّها وأعظمها قدرًا وأكثرها نفعًا، بل هو خاصَّة الإنسانيَّة، فمَن لا حياء فيه، فليس معه مِن الإنسانيَّة إلَّا اللَّحم والدَّم وصورتهما الظَّاهرة، كما أنَّه ليس معه مِن الخير شيء).
روي عن عمران بن حصين  أن رسول اللّه ﷺ قال: 
| حياء | (( الحَيَاء لا يأتي إلَّا بخير )). | حياء |

قال ابن بطَّال: (معناه أنَّ مَن استحيا مِن النَّاس أن يروه يأتي الفجور ويرتكب المحارم، فذلك داعيةٌ له إلى أن يكون أشدَّ حياءً مِن ربِّه وخالقه، ومَن استحيا مِن ربِّه فإنَّ حياءه زاجرٌ له عن تضييع فرائضه وركوب معاصيه؛ لأنَّ كلَّ ذي فطرة صحيحة، يعلم أنَّ الله تعالى النَّافع له والضَّار والرَّزاق والمُحْيِي والمُمِيت، فإذا عَلِم ذلك فينبغي له أن يستحيي منه عزَّ وجلَّ).
قال ابن رجب: (... ((الحياء لا يأتي إلَّا بخير)): فإنَّه يكفُّ عن ارتكاب القبائح ودناءة الأخلاق، ويحثُّ على استعمال مكارم الأخلاق ومعاليها، فهو مِن خصال الإيمان بهذا الاعتبار).
قال ابن حجر: (إذا صار الحَيَاء عادة، وتخَلَّق به صاحبه، يكون سببًا يجلب الخير إليه، فيكون منه الخير بالذَّات والسَّبب).
فالحَيَاء فضيلة مِن فضائل الفطرة، وهو مادَّة الخير والفضيلة، وبهذا وصفه النَّبيُّ ﷺ بقوله: ((الحَيَاء خيرٌ كلُّه)).
| حياء | ((كان رسول الله ﷺ أشدَّ حياءً مِن العذراء في خدرها ). | حياء |

## أقوال العلماء في الحياء
| حياء | (يا معشر المسلمين، استحيوا مِن الله، فو الذي نفسي بيده إنِّي لأظلُّ حين أذهب الغائط في الفضاء متقنِّعًا بثوبي استحياءً مِن ربِّي عزَّ وجلَّ). | حياء |

| (مَن قلَّ حياؤه قلَّ ورعه، ومَن قلَّ ورعه مات قلبه). |
| —عمر بن الخطاب                               |

قال ابن القيم: (قال صاحب المنازل: "الحَيَاء مِن أوَّل مدارج أهل الخصوص، يتولَّد مِن تعظيمٍ منوطٍ بودٍّ". إنَّما جَعَل الحَيَاء مِن أوَّل مدارج أهل الخصوص: لما فيه مِن ملاحظة حضور مَن يستَحيي منه، وأوَّل سلوك أهل الخصوص: أن يروا الحقَّ سبحانه حاضرًا معهم، وعليه بناء سلوكهم. وقوله: إنَّه يتولَّد مِن تعظيمٍ منوطٍ بودٍّ. يعني: أنَّ الحَيَاء حالة حاصلة مِن امتزاج التَّعظيم بالمودَّة، فإذا اقترنا تولَّد بينهما الحَيَاء، والجنيد يقول: إنَّ تولُّده مِن مشاهدة النِّعم ورؤية التَّقصير، ومنهم مَن يقول: تولُّده مِن شعور القلب بما يستحيي منه، فيتولَّد مِن هذا الشُّعور والنُّفرة، حالةٌ تُسَمَّى: الحَيَاء، ولا تنافي بين هذه الأقوال، فإنَّ للحياء عدَّة أسباب).
| (خمسٌ مِن علامات الشَّقاوة: القسوة في القلب، وجمود العين، وقلَّة الحَيَاء، والرَّغبة في الدُّنْيا، وطول الأمل) |
| —الفضيل بن عياض                                                                                   |

| حياء | الحَيَاء: رؤية الآلاء ورؤية التَّقصير، فيتولَّد بينهما حالة تُسمَّى الحَيَاء، وحقيقته: خُلُقٌ يبعث على ترك القبائح، ويمنع مِن التَّفريط في حقِّ صاحب الحقِّ. | حياء |

[وقال ذو النون المصري: (الحَيَاء: وجود الهيبة في القلب، مع وحشة ما سبق منك إلى ربِّك تعالى).
وقال أبو عثمان: (مَن تكلَّم في الحَيَاء ولا يستحي مِن الله عزَّ وجلَّ فيما يتكلَّم به، فهو مُستَدرَج).
وقيل: (مِن علامات المستحي: أن لا يُرَى بموضع يُسْتَحَيا منه)].
- وقال أبو عبيدة الناجي: سمعت الحسن يقول: (الحَيَاء والتَّكرُّم خصلتان مِن خصال الخير، لم يكونا في عبد إلَّا رفعه الله عزَّ وجلَّ بهما).
| قيل لبعض الحكماء: ما أنفع الحَيَاء؟ قال: أن تستحي أن تسأله ما تحبُّ، وتأتي ما يكره. |
| —ابن أبي الدنيا                                                                 |

- وكان الرَّبيع بن خُثَيم مِن شدَّة غضه لبصره وإطراقه يَظُنُّ بعض النَّاس أنَّه أعمى، وكان يختلف إلى منزل ابن مسعود عشرين سنة، فإذا رأته جاريته قالت لابن مسعود: صديقك الأعمى قد جاء، فكان يضحك ابن مسعود مِن قولها، وكان إذا دقَّ الباب تخرج الجارية إليه فتراه مطرقًا غاضًّا بصره.
- وقال ربيط بني إسرائيل: (زين المرأة الحَيَاء، وزين الحكيم الصَّمت).
- قال يزيد بن الوليد الناقص: (يا بني أميَّة إيَّاكم والغناء؛ فإنَّه ينقص الحَيَاء، ويزيد في الشَّهوة، ويهدم المروءة).
وقال الجراح الحكمي: (تركت الذُّنوب حياءً أربعين سنة، ثمَّ أدركني الورع).

## أنواع الحياء
(ينقسم الحَيَاء باعتبار محلِّه إلى قسمين:
1- القسم الأوَّل: حياء فطريٌّ: وهو الذي يُولَد مع الإنسان متزوِّدًا به، ومِن أمثلته: حياء الطِّفل عندما تنكشف عورته أمام النَّاس، وهذا النَّوع مِن الحَيَاء منحة أعطاها الله لعباده.
2- والقسم الثَّاني: حياء مكتسب: وهو الذي يكتسبه المسلم مِن دينه، فيمنعه مِن فعل ما يُذَمُّ شرعًا، مخافة أن يراه الله حيث نهاه، أو يفقده حيث أمره.
وينقسم هذا باعتبار متعلَّقه إلى قسمين:
1- الأوَّل: الحَيَاء الشَّرعي: وهو الذي يقع على وجه الإجلال والاحترام، وهو محمود.
- من صور الحياء المحمود:
- الحَيَاء مِن الله:

عن علقمة بن علاثة قال: يارسول الله عظني، فقال رسول الله ﷺ: «استح من الله استحياءك من ذوي الهيبة من قومك».
وذلك بالخوف منه ومراقبته، وفعل ما أمر واجتناب ما نهى عنه، وأن يستحي المؤمن أن يراه الله حيث نهاه، وهذا الحَيَاء يمنع صاحبه مِن ارتكاب المعاصي والآثام؛ لأنَّه مرتبطٌ بالله يراقبه في حِلِّه وترحاله.
- الحَيَاء مِن النَّاس:

روي عن حذيفة بن اليمان قوله:
والحياء من الناس دليلٌ على مروءة الإنسان؛ فالمؤمن يستحي أن يؤذي الآخرين سواءً بلسانه أو بيده، فلا يقول القبيح ولا يتلفَّظ بالسُّوء، ولا يطعن أو يغتاب أو ينم، وكذلك يستحي مِن أن تنكشف عوراته فيطَّلع عليها النَّاس.

2- الثَّاني: الحَيَاء غير الشَّرعي: وهو ما يكون سببًا لترك أمر شرعي، وهذا النَّوع مِن الحَيَاء مذموم، وهو ليس بحياء شرعي، وإنَّما هو ضعف ومهانة).
- مِن صور الحَيَاء المذموم:
- الحَيَاء في طلب العلم:

قال مجاهد: (إنَّ هذا العلم لا يتعلَّمه مستحٍ ولا متكبِّرٍ).
وعن سعيد بن المسيب: ((أنَّ أبا موسى قال لعائشة -رضي الله عنها-: إنِّي أريد أن أسألكِ عن شيءٍ وإنِّي أستحييك. فقالت: لا تستحيي أن تسألني عمَّا كنت سائلًا عنه أمَّك التي ولدتك، فإنَّما أنا أمُّك. قلت: فما يوجب الغِسل؟ قالت: على الخبير سقطت، قال رسول الله ﷺ: إذا جلس بين شُعَبِها الأربع، ومسَّ الختانُ الختانَ فقد وجب الغسل)).
- الحَيَاء مِن الأمر بالمعروف والنَّهي عن المنكر:

قال تعالى: ﴿كُنْتُمْ خَيْرَ أُمَّةٍ أُخْرِجَتْ لِلنَّاسِ تَأْمُرُونَ بِالْمَعْرُوفِ وَتَنْهَوْنَ عَنِ الْمُنْكَرِ وَتُؤْمِنُونَ بِاللَّهِ﴾ [آل عمران:110].
فالحَيَاء لا يمنع المسلم مِن أن يأمر بالمعروف أو ينهى عن المنكر، قال تعالى: ﴿وَاللَّهُ لَا يَسْتَحْيِي مِنَ الْحَقِّ﴾ [الأحزاب:53].
وعن أبي سعيد الخدري  قال: سمعت رسول الله ﷺ يقول: «إنَّ الله ليسأل العبدَ يوم القيامة حتى يقول: ما منعك إذْ رأيتَ المنكر أن تنكره؟ فإذا لقَّن الله عبدًا حجَّته قال: يا ربِّ! رجوتُك وفَرِقْتُ مِن النَّاس».
- الحياء الذي يؤدي لفعل أمر نهى عنه الشَّارع:

فمَن دفعه حياؤه إلى فعل أمرٍ نهى عنه الشَّارع، أو إلى ترك واجب مرغوب في الدِّين فليس حييًّا شرعًا، وإنَّما هذا يعتبر ضعفًا ومهانة.
فليس مِن الحَيَاء أن يترك الصَّلاة الواجبة بسبب ضيوفٍ عنده حتى تفوته الصَّلاة. وليس مِن الحَيَاء أن يمتنع الشَّخص مِن المطالبة بالحقوق التي كفلها له الشَّرع.

## صور وأشكال الحياء
ذكر ابن القيم صورًا للحياء وقسَّمها إلى عشرة أوجه وهي:
(حياء جناية، وحياء تقصير، وحياء إجلال، وحياء كرم، وحياء حِشْمَة، وحياء استصغارٍ للنَّفس واحتقارٍ لها، وحياء محبَّة، وحياء عبوديَّة، وحياء شرف وعزَّة، وحياء المستحيي مِن نفسه.
1. فأمَّا حياء الجناية: فمنه حياء آدم عليه السَّلام لما فرَّ هاربًا في الجنَّة، قال الله تعالى: أفرارًا منِّي يا آدم؟ قال: لا يا ربِّ، بل حياءً منك.
2. وحياء التَّقصير: كحياء الملائكة الذين يسبِّحون اللَّيل والنَّهار لا يفترون، فإذا كان يوم القيامة قالوا: سبحانك! ما عبدناك حقَّ عبادتك.
3. وحياء الإجلال: هو حياء المعرفة، وعلى حسب معرفة العبد بربِّه، يكون حياؤه منه.
4. وحياء الكَرَم: كحياء النَّبيِّ مِن القوم الذين دعاهم إلى وليمة زينب وطوَّلوا الجلوس عنده، فقام واستحيى أن يقول لهم: انصرفوا.
5. وحياء الحِشْمَة: كحياء علي بن أبي طالب رضي الله عنه، أن يسأل رسول الله عن المذْي لمكان ابنته منه.
6. وحياء استحقار واستصغار النَّفس: كحياء العبد مِن رَبِّه عزَّ وجلَّ حين يسأله حوائجه، احتقارًا لشأن نفسه واستصغارًا لها... وقد يكون لهذا النَّوع سببان: أحدهما: استحقار السَّائل نفسه، واستعظام ذنوبه وخطاياه. والثَّاني: استعظام مسؤوله.
7. وأمَّا حياء المحبَّة: فهو حياء المحبِّ مِن محبوبه، حتى إنَّه إذا خطر على قلبه في غيبته هاج الحَيَاء مِن قلبه، وأحسَّ به في وجهه، ولا يدرى ما سببه، وكذلك يعرض للمحبِّ عند ملاقاته محبوبه ومناجاته له روعةٌ شديدةٌ، ومنه قولهم: جمال رائع، وسبب هذا الحَيَاء والرَّوعة، ممَّا لا يعرفه أكثر النَّاس. ولا ريب أنَّ للمحبَّة سلطانًا قاهرًا للقلب، أعظم مِن سلطان مَن يقهر البدن، فأين مَن يقهر قلبك وروحك إلى مَن يقهر بدنك؟ ولذلك تعجَّبت الملوك والجبابرة مِن قهرهم للخَلْق، وقهر المحبوب لهم وذلهم له، فإذا فاجأ المحبوب مُحِبَّه ورآه بغتةً: أحسَّ القلب بهجوم سلطانه عليه فاعتراه روعةٌ وخوف... وأمَّا الحَيَاء الذي يعتريه منه -وإن كان قادرًا عليه كأمته وزوجته- فسببه والله أعلم أنَّ هذا السُّلطان لـمَّا زال خوفه عن القلب، بقيت هيبته واحتشامه، فتولَّد منها الحَيَاء، وأمَّا حصول ذلك له في غيبة المحبوب فظاهرٌ لاستيلائه على قلبه، فوهمه يغالطه عليه ويكابره حتى كأنَّه معه.
8. وأمَّا حياء العبوديَّة: فهو حياء ممتزجٌ مِن محبَّة وخوف، ومشاهدة عدم صلاح عبوديَّته لمعبوده، وأنَّ قدره أعلى وأجلُّ منها، فعبوديتَّه له توجب استحياءه منه لا محالة.
9. وأما حياء الشَّرف والعزَّة: فحياء النَّفس العظيمة الكبيرة، إذا صدر منها ما هو دون قدرها مِن بذلٍ أو عطاءٍ وإحسانٍ، فإنَّه يستحيي -مع بذله- حياء شرف نفسٍ وعزَّةٍ، وهذا له سببان: أحدهما: هذا. والثَّاني: استحياؤه مِن الآخذ حتى كأنَّه هو الآخذ السَّائل، حتى إنَّ بعض أهل الكَرَم لا تطاوعه نفسه بمواجهته لمن يعطيه حياءً منه، وهذا يدخل في حياء التَّلوُّم؛ لأنَّه يستحيي مِن خَجْلَة الآخذ.
10. وأما حياء المرء مِن نفسه: فهو حياء النُّفوس الشَّريفة العزيزة الرَّفيعة مِن رضاها لنفسها بالنَّقص وقناعتها بالدُّون، فيجد نفسه مستحيًا مِن نفسه حتى كأنَّ له نفسين يستحيي بإحداهما مِن الأخرى، وهذا أكمل ما يكون مِن الحَيَاء؛ فإنَّ العبد إذا استحيى مِن نفسه فهو بأن يستحيي مِن غيره أجدر).[43]

## الحياء عند العرب
كان أهل الجاهليَّة يتحرَّجون مِن بعض القبائح بدافع الحَيَاء، من ذلك أنَّ هرقل سأل أبا سفيان عن رسول الله ﷺ فقال أبو سفيان: (فوالله لولا الحَيَاء مِن أن يأثروا عليَّ كذبًا لكذبت عنه). فمنعه الحَيَاء، من الافتراء على رسول الله ﷺ؛ لئلَّا يوصف بالكذب، ويشاع عنه ذلك.
قال عنترة بن شداد:

## أشعار في الحياء
ومن الحكم التي رواها العرب وقيلت في شأن الحياء: 
قال الشاعر صالح بن عبد القدوس:
وقال الشاعر: 
وقال العرجي: